# Kolpelle
Kolpelle är en by i Möklinta socken i Sala kommun.
Byn omtalas första gången 1371, då enligt en skattelängd Kyatilbyor Kättilbjörn i Kopelle skattade 7 marker. Namnet betyder "kolpen mot hällarna". Kolp är ett gammalt namn på mindre sjöar eller tjärnar. I jordeboken 1543 upptas Kolpelle som ett mantal, 6 öresland, gården var 1544 förmedlad till 4 öresland. Enligt mantalslängden 1645 fanns då fyra hushåll i byn. I samband med laga skifte som genomfördes 1853–1854 fanns sex gårdar i Kolpelle. Vid mitten av 1800-talet fanns 75 personer som bodde i byn. I början av 2000-talet fanns 15 boende i byn.